# 莲花落
莲花落（lào）(ㄌㄠˋ)，是一种中国传统曲艺艺术，流行于北京、天津、河北等地。衍生绍兴莲花落。

## 简介
莲花落是一种说唱兼有的曲艺，流行于北京、天津、河北等地。莲花落也作莲花乐，源自唐、五代时期的“散花乐”，最早是佛教僧人募化时唱的宣传佛教教义的警世歌。宋朝始流行民间。民间传说莲花落是乞丐要钱时所唱的歌曲，宋朝时便有。《续传灯录》第二十三《俞道婆》载：“一日，闻丐者唱莲花乐。”莲花乐即莲花落。清朝后期最兴盛。后来逐渐式微。
莲花落表演者常为一人，自说自唱，自打七件子伴奏。
代表作品长篇有《万花楼》、《五女兴唐传》、《呼延庆打擂》；短篇有《小两口打架》、《夫妻挑水》等。
2011年，太原莲花落以“莲花落”的名义列入国家级非物质文化遗产名录。
2023年，江西省萍乡市的莲花落以“江西莲花落”的名义列入国家级非物质文化遗产名录。